# Tedrovec
Tedrovec is een plaats in de gemeente Brckovljani in de Kroatische provincie Zagreb. De plaats telt 111 inwoners (2001).